# Даурия (фильм)
«Дау́рия» — советский двухсерийный художественный фильм, поставленный на киностудии «Ленфильм» в 1971 году режиссёром Виктором Трегубовичем по одноимённому роману Константина Седых о судьбах забайкальских казаков в переломное время Первой мировой войны, Революции 1917 года и Гражданской войны в России.
Премьера фильма в СССР состоялась 8 мая 1972 года.

## Сюжет

### Первая серия
Лето 1914 года. Отряд казаков сталкивается с конвоем, в котором ведут каторжан. Казаки узнают в одном из каторжан своего сородича Васюху Улыбина, и их обуревают смешанные чувства. Каторжанин — это позор для станицы, а особенно для его семьи.
Казачья станица живёт своей повседневной жизнью. Казаки гуляют, устраивают охоту на волков, конфликтуют за покос с местными крестьянами, занимаются строевой подготовкой и верховой ездой. В станице появляется подозрительный кузнец Нагорный, который не ходит в храм, но хорошо знает своё дело. Он передаёт весть о каторжанине Василии главному герою, молодому казаку Роману Улыбину. Тем временем кузнец Платон Волокитин замечает свет в кузнице ночью и обнаруживает там тайную сходку подпольщиков. Казаки во главе со станичным атаманом Елисеем Каргиным арестовывают кузнеца и устраивают обыск. Им удаётся обнаружить тайник с оружием.
Роман любит молодую казачку Дашутку, из-за которой у него случаются потасовки с другими молодыми казаками. Он узнает, что Дашутку собираются сватать за Алексея, сына богатого хозяина трактира. В отчаянии Роман просит отца нанять сваху. Но на глазах у Романа девушку отдают замуж за богатого. Роман мажет дёгтем ворота невесты, что навлекает позор на семью. Дёготь на воротах означает, что там живёт потаскуха. Вскоре выясняется, что ворота дёгтем вымазал «улыбинский сынок», и отец Романа наказывает своего сына плетью, после чего жалеет об этом. Начинается свадьба, и народ гуляет и пляшет под гармошку. В разгар торжества приходит весть о начале войны с Германией.

### Вторая серия
1918 год. Каторжанин Василий Улыбин стал красным командиром, обороняющим Читу от наступающих отрядов атамана Семёнова.
Большевик Нагорный готовит диверсию против белых и направляет начиненный динамитом поезд на неприятеля.
Казак Федот вооружается и надевает тельняшку, чтобы походить на революционных матросов-анархистов. Он восхищается новыми возможностями, которые даёт «экспроприация экспроприаторов».
Командир взвода Роман Улыбин получает задание от «революционного штаба» вывезти золото Читинского банка.
Однако золото привлекает и «братву» — революционных матросов-анархистов, которые, намереваясь бежать в Маньчжурию, с боем грабят банк. В банке в разгаре боя за золото Роман получает ранение, и «братва» уносит золото.
Отступая с отрядом из Читы, Роман оказывается в родной станице и маузером доказывает станичному атаману, кто теперь новый хозяин. Однако белоказаки теснят красных и разбивают отряд Романа. По приказанию атамана Семёнова пленных расстреливают. Лишь Роману чудом удаётся выжить, прыгнув с обрыва в ледяную воду. Его прячет на заимке ставшая вдовой Дашутка. Отогревшись, Роман приходит в станицу повидать отца и мать, но для казаков он стал чужим. Романа пытаются арестовать, но отец хитро укрывает сына и помогает ему бежать. В тайге тот находит партизан.
В станицу приезжают белогвардейцы во главе с есаулом и пытаются выяснить, есть ли сочувствующие красным. Хозяин трактира донёс в числе других и на урядника Северьяна Улыбина — брата и отца красных командиров, — которого есаул убивает лично. Атамана Елисея Каргина, по мнению есаула, занимающегося укрывательством, наказывают плетьми. Узнав о приближении крупного отряда красных, белогвардейцы покидают станицу. Роман Улыбин с отрядом входит в станицу и видит тело убитого отца.

## В ролях
- Аркадий Трусов — Андрей Григорьевич Улыбин, дед Романа
- Пётр Шелохонов — Северьян Андреевич Улыбин, отец Романа
- Вера Кузнецова — Авдотья Улыбина, мать Романа
- Виталий Соломин — Роман Северьянович Улыбин
- Василий Шукшин — Василий Андреевич Улыбин, дядька Романа
- Евгений Малянцев — Ганька (Гавриил Северьянович Улыбин), брат Романа
- Фёдор Одиноков — Епифан Лукич Козулин, отец Дашутки
- Любовь Малиновская — Аграфена Козулина, мать Дашутки
- Светлана Головина — Дашутка (Дарья Епифановна Козулина)
- Ефим Копелян — Елисей Петрович Каргин, поселковый атаман
- Дмитрий Масанов — Сергей Ильич Чепалов, хозяин трактира
- Борис Аракелов — Митька (Дмитрий Елисеевич Каргин), сын Каргина
- Виктор Павлов — Никифор Сергеевич Чепалов, урядник, сын хозяина трактира
- Владимир Лосев — Алексей Сергеевич Чепалов, сын хозяина трактира
- Юрий Соломин — Семён Нагорный, большевик, приезжий кузнец
- Михаил Кокшенов — Федот Муратов, друг Романа
- Всеволод Кузнецов — Платон Волокитин, кузнец
- Игорь Ефимов — Тимофей Косых, пьяный казак
- Юрий Дубровин — Кузьма безрукий, крестьянин-мостовец
- Георгий Штиль — Лавров, анархист
- Игорь Дмитриев — Соломонов, есаул-каратель

### В эпизодах
- Юрий Назаров — Тарас, «Сохатый», беглый каторжник
- Лидия Федосеева — сваха
- Зиновий Гердт — Семёнов, генерал-лейтенант'
- Лилия Гурова — Кирилловна, жена Гаврилы
- Александр Демьяненко — Бубенчиков, каратель
- Олег Дашкевич — казак
- Евгений Мезенцев  — казак
- Сергей Полежаев — белый офицер
- Анатолий Столбов — пьяный казак в трактире
- Сергей Дворецкий — пьяный казак Прохор в трактире
- Аркадий Тигай
- Михаил Храбров  — красный агитатор
- Кирилл Гунн
- Виталий Матвеев — «Кривой», беглый каторжник
- Виктор Весёлкин — анархист
- Игорь Милонов  — красный солдат (нет в титрах)
- Александр Массарский — казак (нет в титрах)

## Съёмочная группа
- Авторы сценария — Юрий Клепиков, Виктор Трегубович
- Постановка Виктора Трегубовича
- Главный оператор — Евгений Мезенцев
- Главный художник — Грачья Мекинян
- Композитор — Георгий Портнов

## Цитаты
- «Казаки всё делали на совесть».

## Съёмки
- Съёмки проходили в 1969—1971 годах в Сибири, Забайкалье, под Читой (Елизаветино)[1], Иркутске и под Нарвой в поселке Ольгино, где построили казачью станицу, в которой актёры своими руками доделали удобства и прожили там два съёмочных года[2].
- На съёмках фильма под Читой был подготовлен и снят уникальный в советском кино эпизод, в котором актёр Шелохонов в роли Северьяна Улыбина верхом на коне прыгает с 70-метрового обрыва в реку Ингоду. Прыжок коня с обрыва снимался с укреплённым в седле манекеном в казачьей форме. Во время съёмки единственного дубля животное погибло, и в следующей сцене, когда герой актёра Шелохонова плывёт по реке, держась за гриву лошади, уже использовался другой конь той же масти[3].

## Цензура
Из фильма вырезаны несколько сцен пьяной гулянки казаков, сцены драк, в том числе драка между отцом и сыном, и следующая сцена, когда отец наливает сыну самогон для примирения. Эти и другие эпизоды были вырезаны в 1975 году перед продажей фильма в зарубежный прокат.